# Llista de compositors valencians de música per a banda
Llista de compositors valencians de música per a banda

En alguns casos, es tracta de compositors nascuts fora del País Valencià, però que hi feren la carrera; s'ha considerat que tant es poden classificar pel lloc de naixença com pel lloc d'adopció. El mateix s'ha fet amb altres músics que nasqueren a terres valencianes, però més endavant s'establiren fora.
| Índex A B C D E F G H I J K L M N O P Q R S T U V W X Y Z |

## A
- Bernat Adam Ferrero (Algemesí, 1942)
- Josep Alamà Gil (Llíria, 1952)
- José Albero Francés (Mirra, 1933)
- Joan Alborch Miñana (Salem, 1973)[cal citació]
- Enric Alborch Tarrasó (Castelló de Rugat, 1976)[cal citació]
- Rafael Alcaraz Ramis (Muro d'Alcoi, 1924 – 2002)[cal citació]
- Francisco Andreu Comos (Torrent, 1968)[cal citació]
- Pau Anglès Galindo (Benicarló, 1967)[cal citació]
- Teodor Aparicio Barberan (Enguera, 1967)
- Perfecto Artola Prats (Benassal, 1904 – Màlaga, 1992)
- Desiderio Artola Tena (Benassal, 1924)[cal citació]
- José Vicente Asensi Seva (Sella)[cal citació]
- Miquel Asins Arbó (Barcelona, 1918 – València, 1996)

## B
- Josep Barbera Ferrer (La Pobla Llarga 1962)[cal citació]
- Reginaldo Barberà Jornet (Guadassuar, 1925 – Córdova, 1972)[cal citació]
- Gonçal Barrachina Sellés (Alcoi, 1869 – 1916)[cal citació]
- Llorenç Belda Juan (Aielo de Malferit, 1972)[cal citació]
- Liberto Benet Martínez (Benetússer, 1938 – L'Olleria, 1988)[cal citació]
- Manuel Berná García (Albatera, 1915 - 2011)
- Gonzalo Berná Pic (Cox, 1976)[cal citació]
- Agustín Bertomeu Salazar (Rafal, 1929)[1]
- Luis Blanes Arqués (Rubielos de Mora, 1929 - 2009)[cal citació]
- Gonçal Blanes Colomer (Alcoi, 1882 – 1963)[cal citació]
- Amand Blanquer i Ponsoda (Alcoi, 1935 – València, 2005)
- Francisco Arturo Bort Ramon (Catarroja, 1963)[cal citació]
- Miguel Brotons Pérez (Alacant, 1965)[cal citació]

## C
- Joan Enric Canet Todolí (Port de Sagunt, 1961)[cal citació]
- César Cano Forrat (València, 1960)
- Joaquim Lluís Ximo Cano Garcia (La Nucia, 1963)[cal citació]
- Joan Cantó i Francès (Alcoi, 1856 – 1908)
- Jose Carbonell Garcia (Alcoi, 1890 – 1957)[cal citació]
- Manuel Carrascosa Garcia (Bunyol, 1911 – 1997)[cal citació]
- Antonio Carrillos Colomina (Agost, 1942 - 2014)[cal citació]
- Raúl Carrión Ferris (Montroi, 1967)[cal citació]
- Gregori Casasempere Gisbert (Alcoi, 1958)[cal citació]
- Rafael Casasempere Juan (Alcoi, 1909 – 1995)[cal citació]
- Pedro Vicente Caselles Mulet Pere Vicalet (Gata de Gorgos, 1987)[cal citació]
- Jerónimo Castelló Mañes (La Vall d'Uixó, 1986)
- Manuel Castelló Rizo (Agost, 1947)[cal citació]
- Vicent Catalá Pérez (Alcoi, 1892 – 1974)[cal citació]
- Francesc Cerdà Albiñana (l'Olleria, 1960 – 2005)[cal citació]
- Vicent Cerdà i Peris (Vallada, 1986)[cal citació]
- Josep Maria Cervera Collado (Bunyol, 1945)[cal citació]
- José María Cervera Lloret (Alboraig, 1910 - 2002)
- Carlos Cerveró Alemany (Montserrat (Ribera Alta), 1933)[cal citació]
- Ruperto Chapí (Villena, 1851 – Madrid, 1909)
- Hugo Chinesta (Aldaia, 1977)[cal citació]
- Salvador Chulià Hernàndez (Catarroja, 1944)
- Xavier Costa Ciscar (Paiporta, 1958)[cal citació]
- Vicent Cortés Fernández (Cocentaina, 1943)[cal citació]
- Francesc Cuesta Gómez (València, 1890 – 1921)

## D
- Xavier Darias i Payà (Alcoi, 1946)
- Rafael Domènech Pardo (Anna,1942)[cal citació]
- Raül Domènech Rubio (Moncada, 1982)[cal citació]

## E
- Josep Vicent Egea Insa (Cocentaina, 1961)
- Enrique Escrivá Alapont (Cullera, 1931)[cal citació]
- Quintín Esquembre Sáez (Villena, 1885 – Madrid, 1965)
- Esteban Esteve (Sot de Chera, 1937 – Mislata, 2006)
- Rafael Esteve Nicolau (Muro, 1871 – 1942)[cal citació]
- Francisco Esteve Pastor (Muro, 1916 – València, 1989)

## F
- Josep Fayos Pascual (València, 1871 – 1931)[cal citació]
- Vicente Feliu Roig (Benicarló, 1899 – 1991)[cal citació]
- José Ferrándiz Fernández (Cocentaina, 1921)[cal citació]
- Antonio Ferrándiz Montava (Cocentaina, 1920)[cal citació]
- Manuel Ferrando González (Cocentaina, 1840 – 1908)[cal citació]
- Ferrer Ferran (València, 1966)
- Josep Maria Ferrero Pastor (Ontinyent, 1926 – 1987)
- Daniel Ferrero Silvaje (Ontinyent, 1965)[cal citació]
- Antonio Férriz Muñoz (Villena, 1932)[cal citació]
- Pedro Joaquín Francés Sanjuán (Beneixama, 1951 - 2013)

## G
- Josep Gabaldà Bel (Vinaròs, 1818 – Madrid, 1870)[cal citació]
- Ramon Garcia i Soler (Atzeneta d'Albaida, 1971)[cal citació]
- Ignacio Garcia Vidal (Cocentaina, 1979)[cal citació]
- Josep Gargori Vicent (Castelló, 1940)[cal citació]
- Rafael Garrigós Garcia (Enguera, 1966)[cal citació]
- Godofredo Garrigues Perucho (Manuel, 1905 - 1990)
- Joaquim Gericó Trilla (Alcàsser, 1962)[cal citació]
- Rafael Giner Estruch (Vilallonga, 1912 - 1997)[cal citació]
- Salvador Giner i Vidal (València, 1832 – 1911)[cal citació]
- Juan Gonzalo Gómez Deval (Benisanó, 1955)[cal citació]
- Saül Gómez i Soler (Ontinyent, 1982)[cal citació]
- José Salvador González Moreno (l'Alqueria de la Comtessa, 1961)[cal citació]
- Enrique Gosp Martínez (Benifaió, 1943)[cal citació]
- José Grau Benedito (Alzira, 1964)[cal citació]
- Miguel Ángel Grau Sapiña (Cullera, 1963)[cal citació]
- Francisco Grau Vegara (Bigastre, 1947)
- Josep Melcior Gomis i Colomer (Ontinyent 1791 - París 1836)[cal citació]

## H
- Enrique Hernandis Martínez (Càrcer, 1977)[cal citació]

## I
- Miguel Àngel Ibiza Zaragozà (Xeraco, 1973)[cal citació]
- Enrique Igual Pérez (Cocentaina)[cal citació]
- Josep Insa Martínez (Cocentaina, 1924 - 2010)
- Josep Manuel Izquierdo Romeu (Catarroja, 1890 – 1951)

## J
- Alfredo Javaloyes López (Elx, 1865 – 1944)
- Francisco Jordà Biosca (Font de la Figuera, 1930)[cal citació]
- Josep Jordà Valor (Alcoi, 1839 – 1918)
- Miguel Juan Garcia (Xàtiva, 1960)
- Enrique Juan Merín (Alcoi, 1848 – 1902)[cal citació]
- Agustín Judas Castelló (Vinalesa)[cal citació]

## L
- Francisco Lacalle Blasco (La Vila Joiosa, - 2014)[cal citació]
- Juli Laporta Hellín (Alcoi, 1870 – 1928)[cal citació]
- Justiniano Latorre Rubio (Utiel, 1892; Alginet, 1958)
- Manuel Lillo Torregrossa (Sant Vicent del Raspeig, 1940)[cal citació]
- Rafael Lledó Garcia (Cocentaina, 1947)[cal citació]
- Eduard López-Chávarri i Marco (València, 1871 – 1970)[cal citació]
- Salvador Luján (Valencia, 1975)[cal citació]

## M
- Eugenio Macián Cervelló (Suera, 1911 - Còrdova, 1972)[2]
- Miguel Macián Cervelló (Suera, 1920 - 1994)[3]
- Leopold Magenti (Alberic, 1896 – València, 1969)
- Vicent Martí Ferrer (Villalonga, 1972)[cal citació]
- Alberto Martín Manzano (Valencia. 1893-1977)[cal citació]
- Raúl Martín Niñerola (Lliria, 1983)[cal citació]
- Enrique Martínez Fuertes (Iàtova, 1933)[cal citació]
- Francisco José Martínez Gallego (Sant Antoni de Requena)[cal citació]
- Josep Miquel Martínez Giménez (Quart de les Valls, 1972)[cal citació]
- Pascual Martínez Martínez (Alcàsser, 1965)[cal citació]
- Rafael Martínez Valls (Ontinyent, 1868 – Barcelona, 1946)
- Manuel Mas Devesa (Alacant, 1972)
- Ramon Mas López (Crevillent, 1930 - 2012)[cal citació]
- Juan Vicente Mas Quiles (Llíria, 1921)
- Miguel Ángel Mateu (València, 1950)[cal citació]
- Llorenç Mendoza i Ruiz (Paiporta, 1964)
- Joan Baptista Meseguer Llopis (Alberic)[cal citació]
- José Mira Berenguer (Benidorm, 1987)[cal citació]
- José Luis Molina Gomis (Agost, ?)[cal citació]
- José Francisco Molina Pérez (Cocentaina, 1947)[cal citació]
- Juan Manuel Molina Millà (Agost, 1940)[cal citació]
- Pau Monfort Pitarch (Vilafranca, 1967)[cal citació]
- Eduard Montesinos Comas (València, 1945)[cal citació]
- Francisco Jorge Mora García (Rojales, 1979)[cal citació]
- Manuel Morales Martínez (Xiva, 1977)[cal citació]
- Josep Moreno i Gans (Algemesí, 1897 – Muxía, La Corunya, 1976)
- Rafael Mullor Grau (Alcoi, 1962)[cal citació]
- Josep Àngel Murillo Arce (1961)[cal citació]
- Rafael Martínez Valls (Ontinyent 1895 - Barcelona 1946)[cal citació]

## N
- Óscar Navarro González (Novelda, 1981)
- Eduardo Nogueroles Bermúdez (Meliana, ?)[cal citació]

## O
- Tomás Olcina Ribes (Gorga, 1943)[cal citació]
- Ricard Olmos Canet (Massamagrell, 1905)[cal citació]
- Gonzalo Ortolá Marí (Ondara, 1899 - Altea 1962)[cal citació]

## P
- Antonio Palanca Masià (Sagunt, 1870 – 1933)[cal citació]
- Julià Palanca i Massià (Sagunt, 1883 – 1964)
- Manuel Palau i Boix (Alfara del Patriarca, 1893 – València, 1967)
- Gustau Pascual Falcó (Cocentaina, 1909 – València, 1946)
- Enrique Pastor Celda (Xirivella)[cal citació]
- Josep Rafael Pascual Vilaplana (Muro d'Alcoi, 1971)[cal citació]
- Ramon Pastor Gimeno (València, 1956)[cal citació]
- Octavio José Peidró Padilla (Elda, 1973)[cal citació]
- Carlos Pellicer Andrés (Benigànim, 1971)
- David Penadés Fasanar (Canals, 1978)[cal citació]
- Manuel Penella (València, 1880 – Cuernavaca, 1939)
- José Luis Peiró Reig (Alfauir 1967)
- Josep Pérez Albinyana (Altea)[cal citació]
- José Pérez Ballester (Novetlè, 1905 – Utiel, 1988)[cal citació]
- Pascual Pérez Choví (Carlet, 1889 – Alginet, 1953)
- Francisco Pérez Devesa (Altea, 1991)[cal citació]
- Vicent Pérez i Esteban "Coleto" (Albaida, 1976)[cal citació]
- Camil Pérez Laporta (Alcoi, 1852 – 1917)[cal citació]
- Enrique Pérez Margarit (Cocentaina, 1885 –)
- Camil Pérez Monllor (Alcoi, 1877 – 1947)[cal citació]
- Evarist Pérez Monllor (Alcoi, 1880 – 1930)[cal citació]
- Aureli Pérez Perelló (Bunyol, 1928 - 2005)[cal citació]
- Juan Pérez Ribas (Montroi, 1931)[cal citació]
- Antoni Pérez Verdú (Alcoi, 1875 – 1932)[cal citació]
- Josep Pérez Vilaplana (Cocentaina, 1929 – 1998)
- Esteban Peris Aviñó (Antella, 1975)[cal citació]
- Francisco Peris Badenes (Paterna, 1919)[cal citació]
- Miquel Picó Biosca (Cocentaina, 1921 – 1997)[cal citació]
- Ricardo Planelles Torregrosa (Xixona, 1952)[cal citació]
- Joan Pons i Server (Atzúvia, 1941)[cal citació]
- David Pont Ripoll, (Tàrbena, 1982)[cal citació]
- Juan José Poveda Romero (Petrer, 1956)[cal citació]
- Mariano Puig Yago (Torrent, 1898 – València, 1978)[cal citació]

## Q
- José Quiles Simón (València, 1935)[cal citació]
- Santiago Quinto Serna (Albatera, 1971)[cal citació]

## R
- Vicente Rovira Ferrando (La Pobla-Llarga, Rotglà, Navarrés, Sant Joanet)[cal citació]
- Juan Bautista Rovira Ferrando[cal citació]
- Santiago Reig Pascual (Cocentaina, 1921)[cal citació]
- Jaume Francesc Jimmy Ripoll Martins (Altea, 1967)[cal citació]
- Joaquín Rodrigo Vidre (Sagunt, 1901 – Madrid, 1999)
- Mario Roig Vila (Albaida, 1972)[cal citació]
- Carles Romero Melià (Castelló, 1979)[cal citació]
- Ernesto Rosillo Pérez (Alacant, 1893 – Madrid, 1968)
- Francisco José Rovira Peretó (Benidorm, 1977)[cal citació]

## S
- Salvador Salvá Sapena (Xàbia, 1922 -2002)[cal citació]
- Ildefonso San Cristóbal i Férriz (Biar 1945- Alacant 2017)[cal citació]
- Pablo Sánchez Torrella (Paterna, 1940)
- Joaquín Sanchis Miralles (Enguera, 1910 - Castelló, 2004)[cal citació]
- Bernabé Sanchis Porta (Aldaia, 1906 - 1992)[cal citació]
- Bernabé Sanchis Sanz (Alaquàs, 1943)
- Vicent Sanchis Sanz (Alaquàs, 1939)[cal citació]
- Antonio Sanfélix Porta (València, 1947)[cal citació]
- Lluís Sanjaime Meseguer (Montroi, 1944)[cal citació]
- José Joaquín Sanjuan Ferrero (Alacant, 1974)[cal citació]
- Juan Francisco Sanjuan Rodrigo (Muro d'Alcoi, 1976)[cal citació]
- Vicente Juan Sanoguera Rubio (Alcoi, 1965)[cal citació]
- Just Sansalvador Cortés (Cocentaina, 1900 – Algesires, 1980)[cal citació]
- Joaquim Sansalvador Moltó (Cocentaina, 1928 – 1999)[cal citació]
- Pere Sanz Alcover (Meliana,[cal citació]
- Josep Sanz i Biosca (Ontinyent, 1946)[cal citació]
- Enrique Sanz Burguete (València, 1957)[cal citació]
- Rafael Sanz Espert (Valencia,1960)[cal citació]
- Miquel Àngel Sarrió Nadal (Ontinyent, 1964)[cal citació]
- Salvador Sebastià López (Borriana, 1972)[cal citació]
- Luis Seguí Compañ (Alacant, 1975)[cal citació]
- Josep Robert Sellés i Camps (Cocentaina, 1962)[cal citació]
- Juan Carlos Sempere Bomboí (Albaida, 1976)[cal citació]
- Antonio Sendra Cebolla (Llaurí)[cal citació]
- Luis Serrano Alarcon (València, 1972)
- Josep Serrano (Sueca, 1873 – Madrid, 1941)
- Francisco Signes Castelló (Real de Gandia, 1942)[cal citació]
- Pere Sosa López (Requena, 1887 – 1953)
- Josep Suñer Oriola (Puig de Santa Maria, 1964)[cal citació]

## T
- Rafael Talens Pelló (Cullera, 1933 - 2012)
- Francesc Tamarit Fayos (Riola, 1941)
- Miguel Enrique de Tena Peris (Corbera, 1960)[cal citació]
- Arturo Terol Gandia (Xàtiva, ?)[cal citació]
- Vicente Terol Gandia (Xàtiva, ?)[cal citació]
- Vicente Tomás Catalá (Cocentaina, 1912 – 2002)[cal citació]
- Fernando Tormo Ibáñez (Albaida, 1882 - 1964)[cal citació]
- Lluís Torregrosa Garcia (Alacant, 1871 – Madrid, 1960)[cal citació]
- Enrique Torró Insa (Cocentaina, 1923 – 2005)
- Gaspar Ángel Tortosa Urrea (Villena, 1966)

## V
- Andrés Valero Castells (Silla, 1973)
- Francisco José Valero Castells (Silla, 1970)[cal citació]
- Josep Maria Valls Satorres (Alcoi, 1945)
- Carlos Valles Donate (Vinalesa, 1993)[cal citació]
- Víctor Vallés Fornet (El Verger, 1984)[cal citació]
- Francisco Valor Llorens (Cocentaina, 1979)[cal citació]
- Vicent Victoria Valls (Alcoi, 1846 – ?)[cal citació]
- Òscar Vicent Vidal i Belda (Aielo de Malferit, 1971)[cal citació]
- Miguel Villar González (Sagunt, 1913 - Tavernes de la Valldigna, 1996)[cal citació]
- Juanjo Villarroya Grau (Benicarló, 1964)[cal citació]

## Z
- Francisco Zacarés Fort (Albal, 1962)
- Xavier Zamorano Alós (Moncada,1986)[cal citació]